# Lubena
Lubena is een plaats in de gemeente Gradec in de Kroatische provincie Zagreb. De plaats telt 123 inwoners (2001).